# 野口安忠
野口 安忠（のぐち やすただ、1976年8月11日 - ）は、日本の陸上競技選手。専門は砲丸投。福岡県出身、元日本記録保持者。八幡西高等学校（現自由ケ丘高等学校）、日本大学卒。身長182cm、体重106kg。

## 略歴
- 八幡西高等学校在籍当時に、高校生日本3位記録の18.81mの記録を出す。
- 1998年5月、日本大学4年当時に福岡県選手権で、自らがもつ日本記録を22cm更新する、18.53mを記録した[2]。
- 卒業後、コニカに就職。そして2002年、福岡・大宰府の九州情報大学に転職。同年は肘の故障のため休養。
- 2004年11月3日、福岡県北九州市の鞘ヶ谷陸上競技場で行われた西日本カーニバルで肘の故障とコーチングへの専念を理由に引退。そのときの優勝記録は17.40m。
- 2002年から10年間、九州情報大学陸上競技部で監督として活動。
- 2013年から福岡大学に転職。同年同大学陸上競技部投擲・混成ブロックコーチに就任。